# 扁吻絢鯰
扁吻絢鯰，為輻鰭魚綱鯰形目鯰科的其中一種，為熱帶淡水魚，分布於亞洲汶萊Temburong河流域，體長可達7.9公分，棲息在底層水域，生活習性不明。